# Серейтор

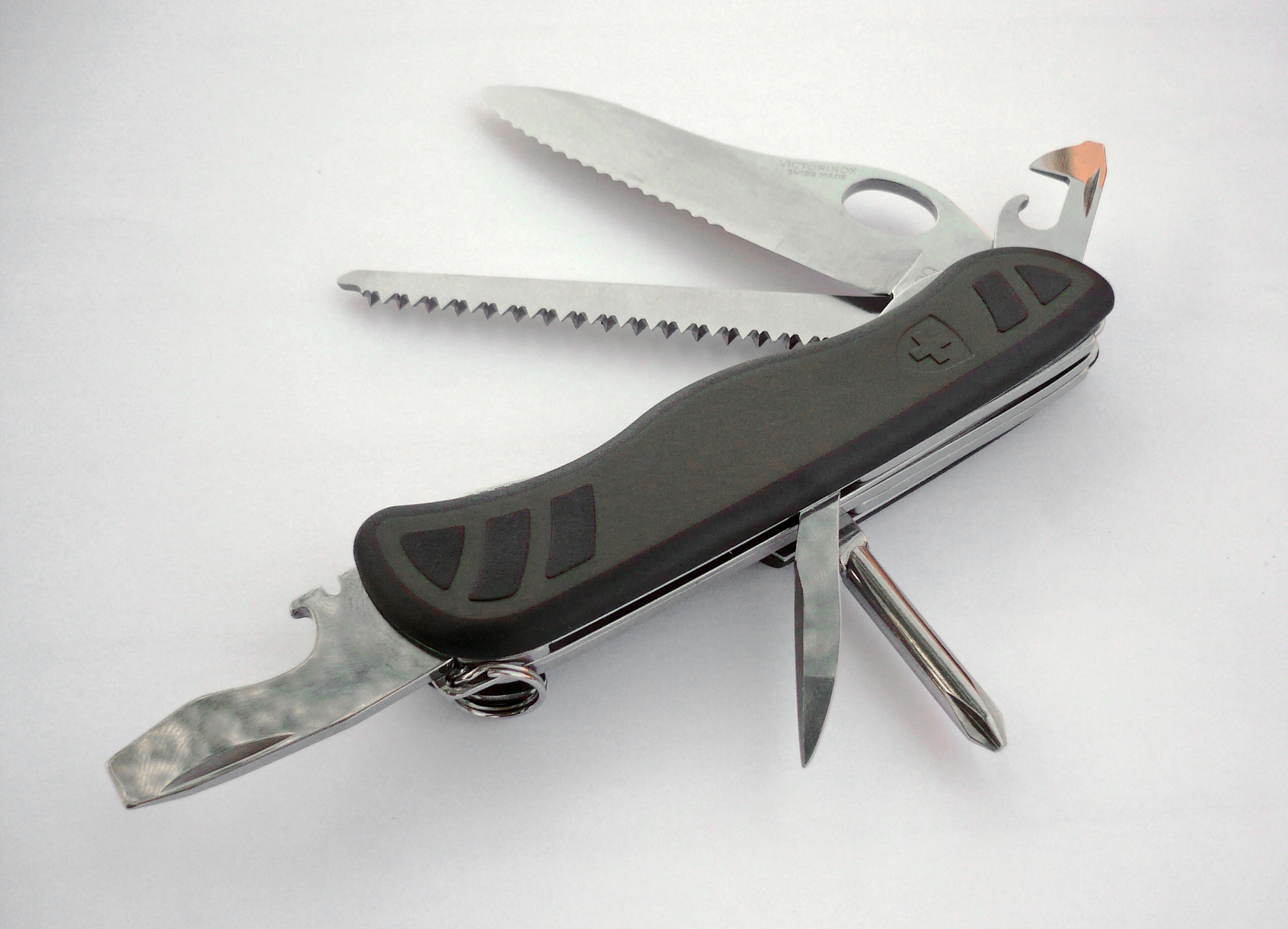
Швейцарський армійський ніж фірми Victorinox має лезо з серейторною заточкою

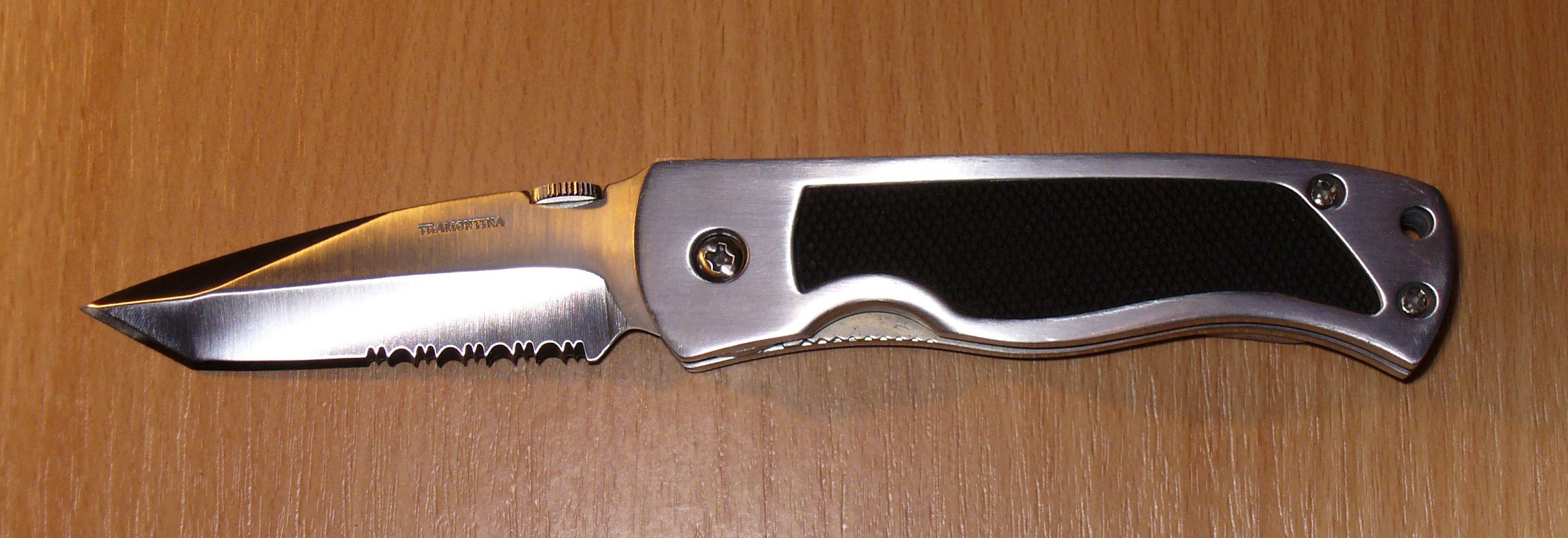
Складаний ніж з частковою серейторною заточкою

Сере́йтор, сере́йторне ле́зо (від англ. serrated — «зазубрений») — тип заточки ножа або іншого ріжучого інструмента з хвилястою або пилкоподібною формою леза. На відміну від пилки зуби серейтора знаходяться в одній площині (немає розводки), і при використанні такого леза не утворюється тирса. Схожість з пилкою у серейторного леза тільки зовнішня. Зазвичай, серейторна заточка однобічна, несиметрична відносно площини леза. Не слід плутати серейтор та звичайну пилку, яка може бути розміщена на обухові ножа або багнета. Також не є серейтором так звані «шокові зуби» (крупнопрофільна зубчата заточка на обухові деяких комерційних моделей ножів, яка має швидше психологічну або декоративну, ніж практичну функцію).
Серейторна заточка може займати всю довжину ріжучої кромки або частину (напівсерейтор).

## Переваги серейтора

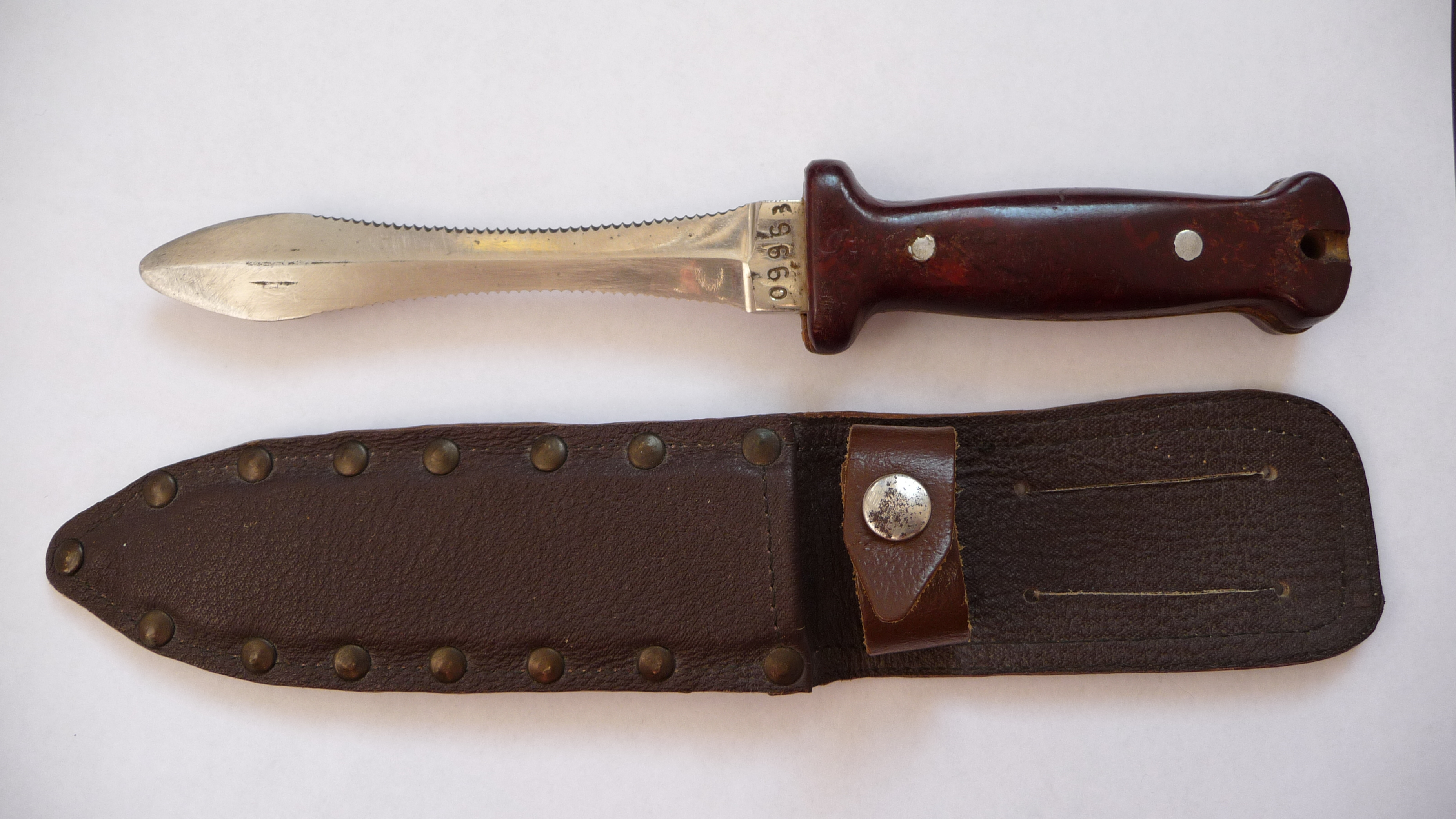
Ніж-стропоріз Повітряно-десантних військ СРСР.

- різання відбувається одночасно під різними кутами, тому така заточка найбільш ефективна при розрізанні шаруватих та волокнистих матеріалів: сіток, канатів, ременів, тросів тощо
- частково затуплене лезо з серейторною заточкою довше зберігає ріжучі властивості порівняно зі звичайним лезом;
- загальна довжина ріжучої кромки подовжується при тій же довжині клинка (кромка проходить по кривій лінії).
- невеликі гострі виступи леза дозволяють швидше «зачепитися» (зануритися в поверхню, що розрізається).
- пилкоподібна форма дозволяє зривати різні елементи, що захищають поверхню від розрізу, наприклад, луску на рибі.

## Недоліки серейтора
- серейтор більш складний для заточення: як мінімум, потрібні кілька надфілів та певні навички для відновлення гостроти такого леза;
- деякі операції таким лезом виконувати незручно або взагалі неможливо, наприклад, рубати (деревину), тест на розрубування канатів серейтору дається з великими труднощами;
- при розрізанні в'язкого матеріалу зуби серейтора забиваються і лезо потребує додаткового чищення;
- розріз серейторним лезом часто нерівний (залежить від розрізуваного матеріалу та вміння);
- несиметричне лезо по-різному веде себе в роботі для лівші та правші, оскільки при великому зусиллі різання його веде вбік;
- значно більше зусилля протягування при розрізанні твердих та волокнистих матеріалів.

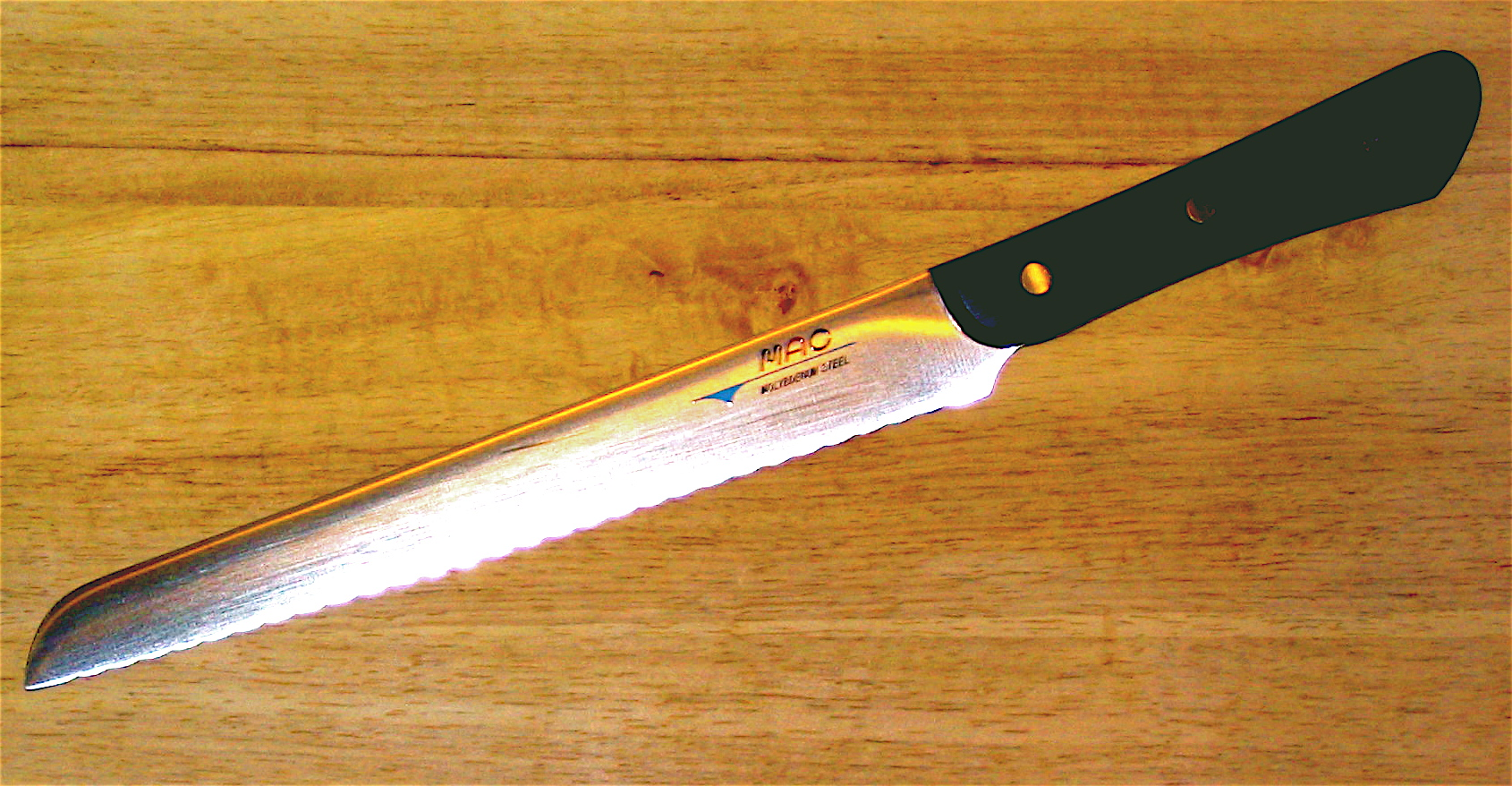
Хлібний ніж з серейторним лезом

## Застосування

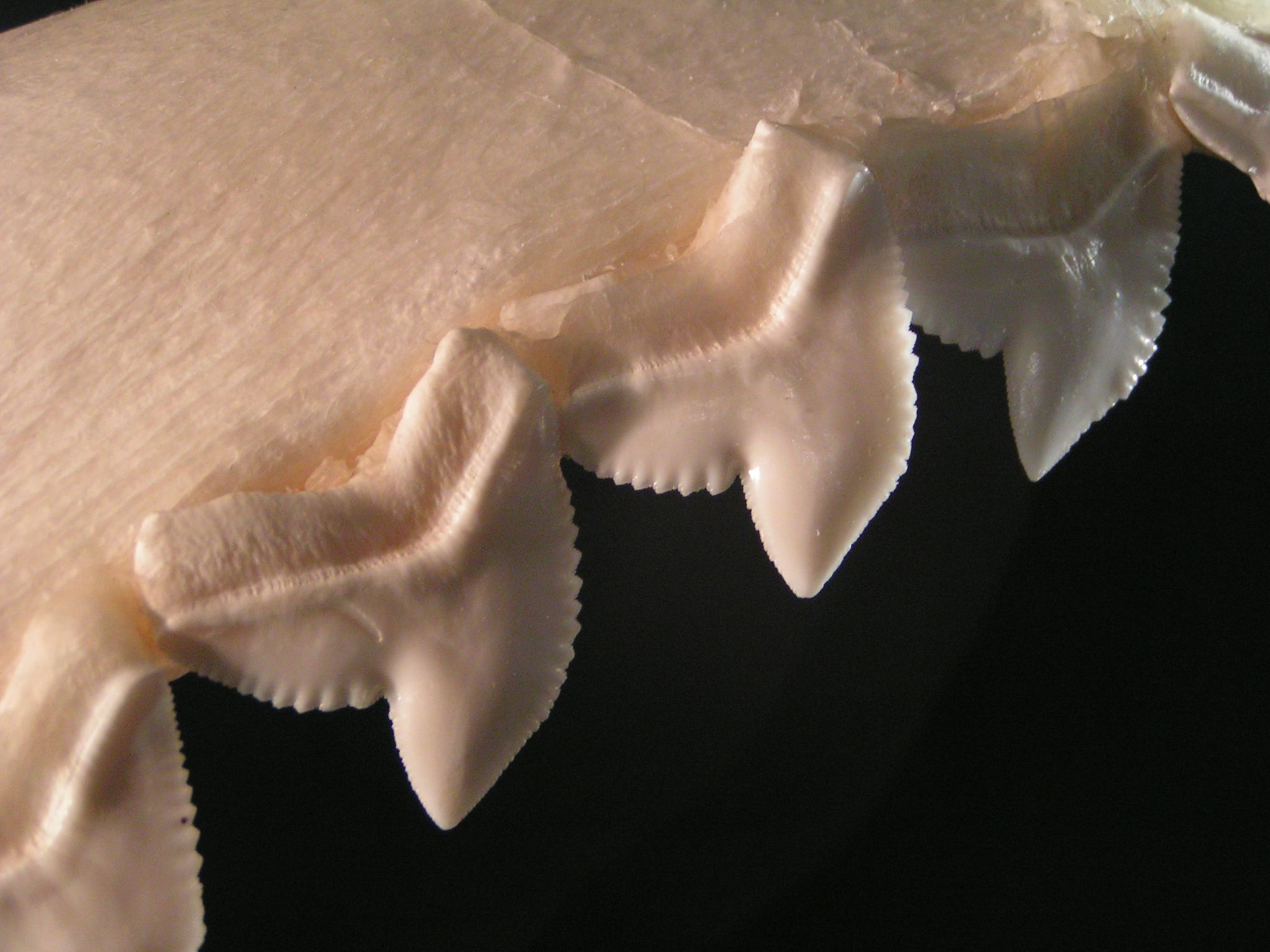
Зуби акули — природний прототип серейтора

Серейторну заточку має ніж-стропоріз для перерізання парашутних строп та спеціальні ножі служб порятунку в багатьох країнах. Підводні, туристичні, бойові, ножі для самооборони, зазвичай мають ділянку леза з серейтором. Кухонні ножі для ніжних продуктів, наприклад, стиглих помідорів, можуть мати мікросерейторну заточку (зубчики менше 1 мм). Часто можна зустріти дану заточку на серпі і, в деякому розумінні, всі ножі до бронзової доби були серейторами. Одноразові столові прилади (пластикові ножі) виконуються з серейторним профілем, оскільки м'який матеріал не дозволяє створити прийнятну ріжучу кромку іншим способом.